# Moviment Nacional Republicà
Moviment Nacional Republicà (MNR) és un partit polític francès de dreta nacionalista i conservadora, creat el 2 d'octubre de 1999 per Bruno Mégret com a escissió del Front Nacional, després que fos exclòs del Consell Nacional d'aquest partit del 13 de desembre de 1998, quan intentà disputar la secretaria a Jean-Marie Le Pen al Congrés celebrat a Marinhana (Boques del Roine) el 23-25 gener de 1999. Va anomenar el seu grup FN-Moviment Nacional, però Le Pen el va dur a la justícia per l'ús del nom a les eleccions europees de 1999. El 2 d'octubre celebrà congrés a la Baule i adopta el nom actual. En 2005 afirmava comptar amb 15.000 afiliats.

## Ideologia
La seva línia política es fonamenta en: 
- Defensar la identitat i cultura francesa frenant la immigració.
- Donar un lloc important França dins Europa, reduïda a un lloc d'intercanvi, i incita a combatre les institucions europees.
- Restablir la pena de mort, tolerància zero amb els delinqüents i expulsar els que estiguin en situació irregular.
- Defensar la família i fomentar polítiques natalistes.

## Resultats electorals
A les eleccions municipals franceses de 2001 va obtenir un cert ressò a ciutats com Marsella, Roubaix, Le Havre, Romainville,  Poissy, Asnières, Noisy le Grand i Sartrouville. A les presidencials de 2002 en segona volta donà suport la candidatura de Le Pen, després d'obtenir el 2,34% en la primera volta.
A les eleccions presidencials de 2007 proposa Le Pen anar-hi plegats. A les eleccions legislatives de 2007 ni tan sols va arribar a l'1% dels vots, llevar a Vitròlas (2,04%), on hi té dos regidors, i Senuc, on l'alcalde Hervé Lahotte n'és membre. A les municipals de 2008 patí un fort sotrac i perd bona part dels regidors que hi tenia. Com a resultat, el 23 de maig de 2008 Megret dimiteix i és substituït per una direcció col·legiada. Nicolas Bay i Gallart han intentat mantenir contactes amb el FN, però han estat apartats de la direcció del partit, que rebutjà participar en la creació de Nova Dreta Popular, nou grup d'extrema dreta.